# Современная верховая езда (книга)
«Современная верховая езда и её основы» (фр. L'Équitation actuelle et ses principes) — книга французского философа, социального психолога, медика и историка Гюстава Лебона. Опубликована в 1892 году. Является классическим фундаментальным трудом в области конного спорта и дрессировки лошадей. В книге, впервые для наглядного обучения и демонстрации, была использована фотографическая съёмка, труд содержит 178 фотографий и 57 гравюр. Для своего времени книга содержала совершенно новую интерпретацию дрессировки лошадей и систему правил для этого. Перевода на русский на настоящий момент нет.

## Краткое содержание книги
Гюстав Лебон объездил Европу, Северную Африку, Ближний Восток, Иран, Индию и Непал, при этом большую часть своих путешествий он проделал верхом. В этих путешествиях Лебон наблюдал в разных странах и у разных народов различные и часто противоречащие друг другу способы дрессировки лошадей и обращения с ними. В одном из своих путешествий Лебон чуть было не погиб, будучи внезапно выброшен из седла строптивой лошадью. Этот случай сподвигнул Лебона систематически подойти к изучению принципов дрессировки лошадей и искусства наездника. Результатом этого исследования стала его книга.
Цель книги, которую Лебон с успехом достиг, была — поставить дрессировку лошадей и искусство наездника на научную базу, то есть дать конному спорту систему правил и методов, которые бы могли быть воспроизведены любым человеком, с любой лошадью, в любой стране.
В книге Лебон подвергает критическому анализу европейскую дрессировку лошадей, в частности школы дрессировки Великобритании, Италии, Германии, Австрии и Франции, и устанавливает во всех случаях отсутствие систематичных методов дрессировки, а лишь меняющиеся регулярно подходы к дрессировке лошадей в зависимости от моды, от существующих актуальных (часто ошибочных) мнений и теоретических построений, которые далеки от законов психологии и физиологии животных и человека. Тот же вывод, частично с другими претензиями, Лебон делает относительно установившихся методов дрессировки лошадей у арабов, аргентинцев, чилийцев и других народов. Лебон критикует как сами методы дрессировки, так и требования или отсутствия таковых к животным, к учащимся наездникам и к обучающим их учителям.

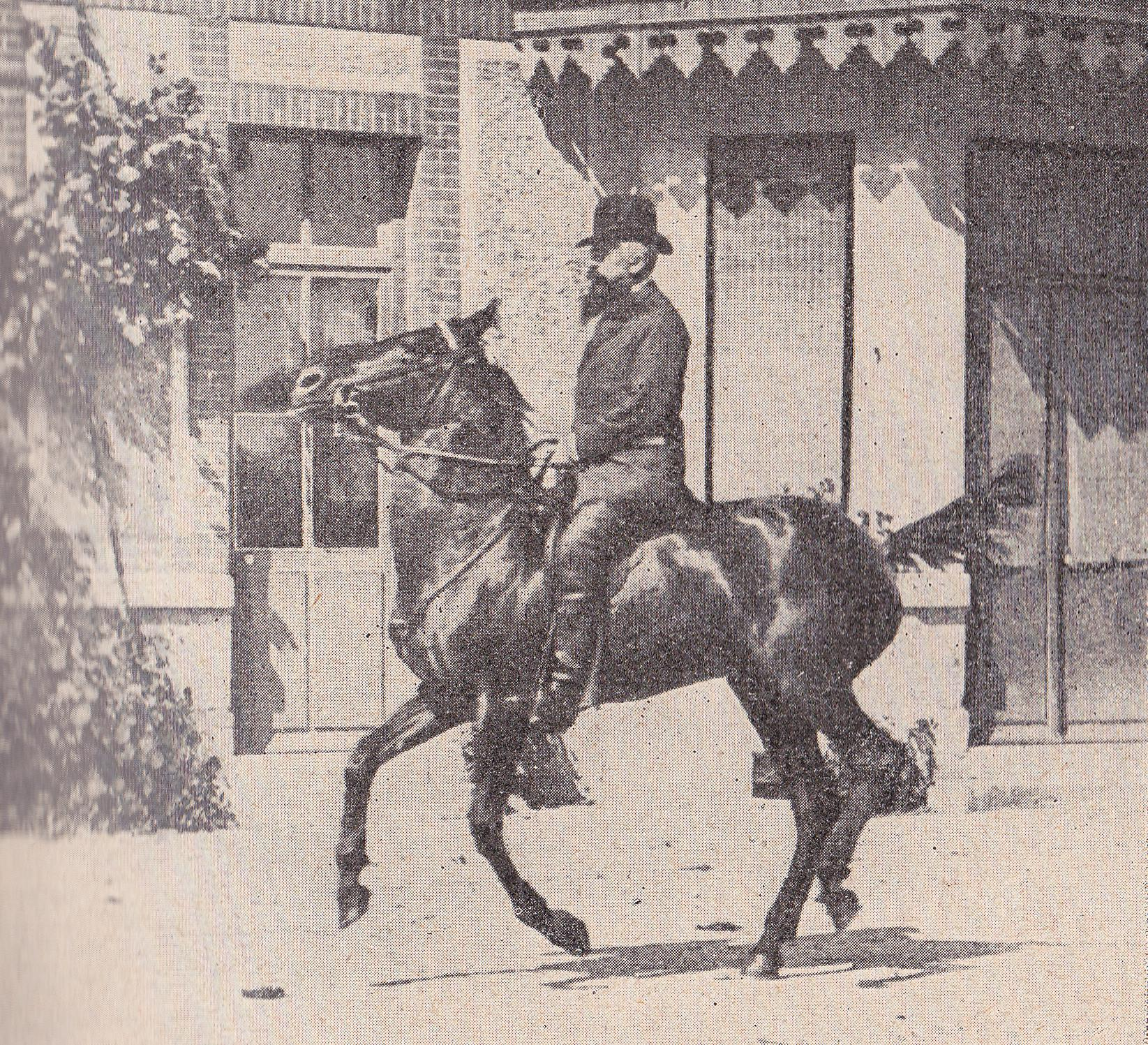
Демонстрация дрессировки, Лебон в седле. Фотография из книги 1895 года.

Далее Лебон переходит к подробному анализу каждой из составляющих частей процесса дрессировки лошади и взаимодействие животного с наездником. Анализируется каждый из видов передвижения лошади (поступь шагом, бег рысью, галопом и т. д.) и выясняется состояние равновесия тела животного при каждом отдельно взятом способе его передвижения. Таким образом Лебон устанавливает как само понятие равновесия тела в движении, так и различные виды равновесия у животного.
В книге анализу подвергаются психологические качества отдельных пород лошадей, влияющих на ход и успех дрессировки; эти качества включают в себя как нрав, то есть характер (спокойный, вспыльчивый, податливый, независимый и т. д.) лошади определенной породы, так и уровень интеллекта (более сообразительное животное, менее сообразительное). Эти качества определяют скорость и методы дрессировки. Также Лебон подчеркивает необходимость соответствия интеллекта и характера наездника и лошади, их взаимная гармония, так как даже идеально выдрессированная лошадь будет менее управляема, если сам наездник имеет характер или склад ума, не соответствующий лошади.
В целом Лебон приходит к выводу, что процесс дрессировки лошади сводится к психологическому воздействию человека на лошадь, поэтому, применяя на лошади последовательно психологические законы, Лебон считает возможным свести время основной дрессировки до шести недель. Для осуществления психологического воздействия на лошадь, с целью её дрессировки, между лошадью и дрессировщиком необходим общий язык или знаковая система, чтобы лошадь понимала, что от неё хочет дрессировщик. Перед началом процесса дрессировки Лебон считает необходимым обучение лошади такому условному языку (жестов и знаков). Для обучения лошади этому языку Лебон предлагает ассоциативный метод, когда условный рефлекс у лошади закрепляется одновременно или друг за другом следующими впечатлениями (принцип смежных ассоциаций), а также постоянное повторение прошлых впечатлений (принцип сходства ассоциаций). Как сам условный язык, так и последующее закрепление условных рефлексов (то есть дрессировка) у лошади должны идти по принципу от простого к сложному. Конечным результатом такой дрессировки будет закрепление реакций лошади на команды наездника на уровне приобретенных инстинктов (рефлекс), то есть подчинение животного будет абсолютно. Также и спектр выполняемых команд и полное соответствие реакций лошади командам будут максимальными.
Исходя из механизма ассоциативных впечатлений, пишет Лебон, лошадь может быть снова переучена заново или прежняя дрессировка может быть скорректирована в желаемую сторону, то есть её приобретенные условные рефлексы могут быть заново созданы или разрушены (в России в это же время Иван Павлов проводил свои аналогичные опыты условных рефлексов на собаках).
Также Лебон устанавливает необходимость равновесия тела у наездника при различных способах передвижения лошади, когда каждый способ передвижения лошади изменяет точку равновесия наездника. К наездникам и дрессировщикам Лебон предъявляет также ряд требований, которые они должны выполнять в обращении с животным. Кроме владения собственным телом (физической подготовкой), наездники и дрессировщики должны владеть собой, быть сдержанными, отдавать одни и те же команды, чтобы животное могло их однозначно узнавать, одинаково реагировать на соответственные реакции лошади и в целом проявлять последовательность в своем отношении к животному.
Кроме научных, теоретических основ в книге излагается большое количество практических советов дрессировщикам и коневодам, касающихся конкретных моментов конного дела, таких как положение тела всадника в седле, разные способы управления уздечкой, положения ног, головы и т. д., подкрепленные многочисленными фотографиями.
Процесс дрессировки лошадей, а также обучение наездников и коневодов должны проходить непосредственно практически на манеже, не отделяя теорию от практики и наоборот, таким образом, пишет Лебон, процесс обучения и человека и животного проходит наиболее эффективно.
Для более точного выяснения основных законов дрессировки лошадей, а также для подведения научной базы под эти основы, Лебон провел длительные эксперименты на нескольких собственных лошадях, результаты которых и вошли в эту книгу.
Учитывая то, что вплоть до конца 19 века в течение сотен и тысяч лет основными наездниками лошадей были военные (ранее средневековые рыцари, позже гусары и кавалерия) и специальной профессиональной дрессировкой лошадей в Европе занимались в основном в военных офицерских училищах, то этот труд Лебон посвятил в первую очередь военным дрессировщикам. Его книга, представляя в первую очередь практический интерес, стала со временем классическим руководством для дрессировки лошадей в военных академиях не только Франции, но и Европы, также её стали использовать частные коневоды и дрессировщики лошадей во всем мире.

## Инновационныйподход

Аллюр галопом

Заслуга Гюстава Лебона в этой книге состоит в том, что он 1) первый применил всеобъемлющий научный подход к дрессировке животных, исключив таким образом субъективный, традиционный способ, сложившийся за тысячелетия и основанный на домыслах и предположениях или предпочтениях, что вело к ошибкам в дрессировке животных и слабому эффекту управления ими, 2) первый, или одновременно с И. Павловым, сформулировал законы формирования и уничтожения приобретенных, условных рефлексов у животных, то есть законы практической психологии у животных с высшей нервной системой и 3) первый применил фотографию именно для объективного, научного изучения и констатации факта движений и реакций животных, фотографию, которая сводит к минимуму или к нулю субъективную интерпретацию наблюдаемых феноменов. Все три аспекта представлялись революционными и инновационными в эпоху конца 19 века.
Некоторые из принципов практической психологии, в частности законы условных рефлексов, которые он развил и применил в этой книге Лебон применил позже в другой своей работе — «Психология воспитания» (1902), где он попытался поставить воспитание и образование в школах и университетах на научную основу, чтобы достичь максимальной эффективности в усвоении знаний и приобретении практических навыков у учащихся.

## Галерея

perrow=2
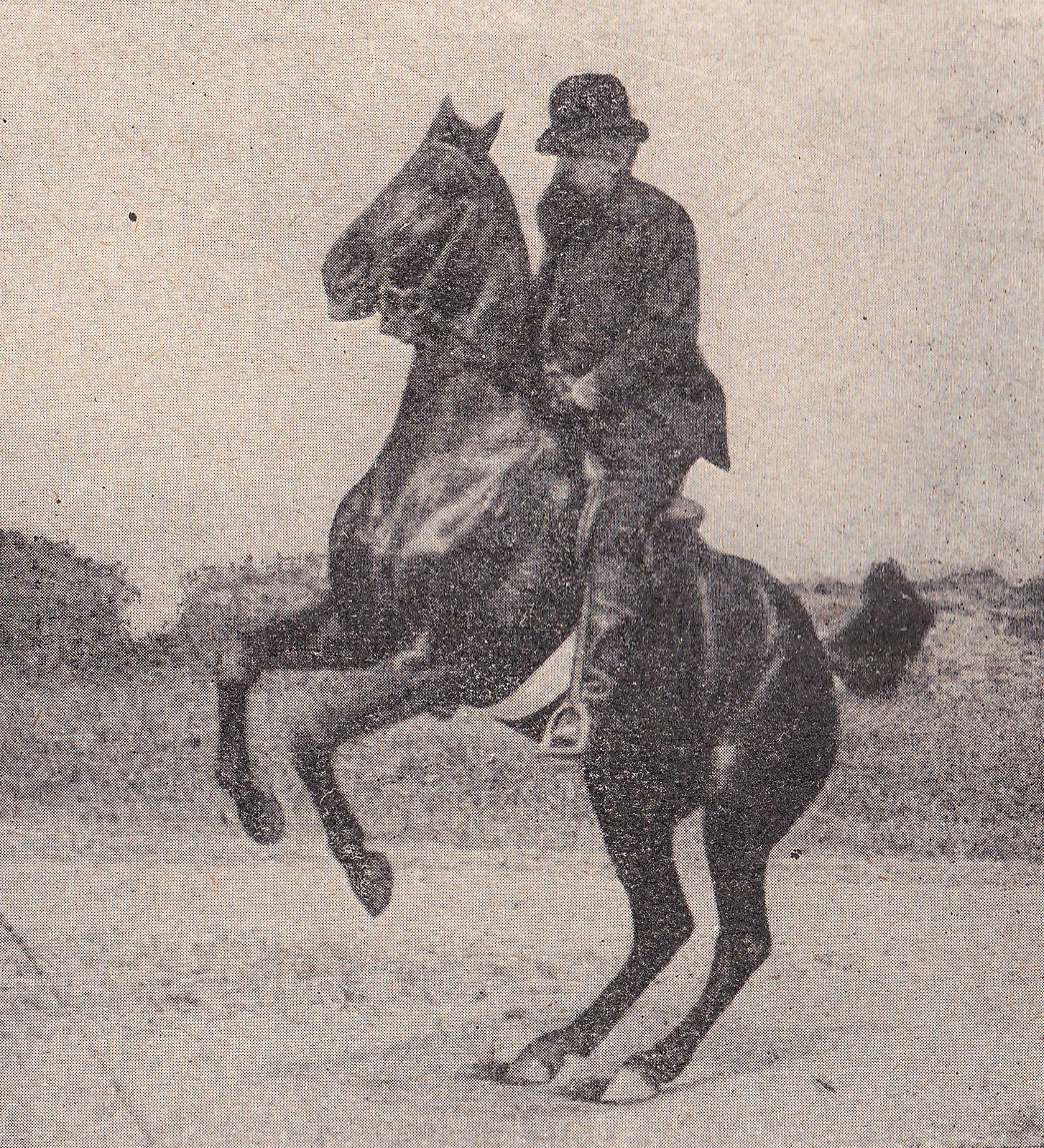
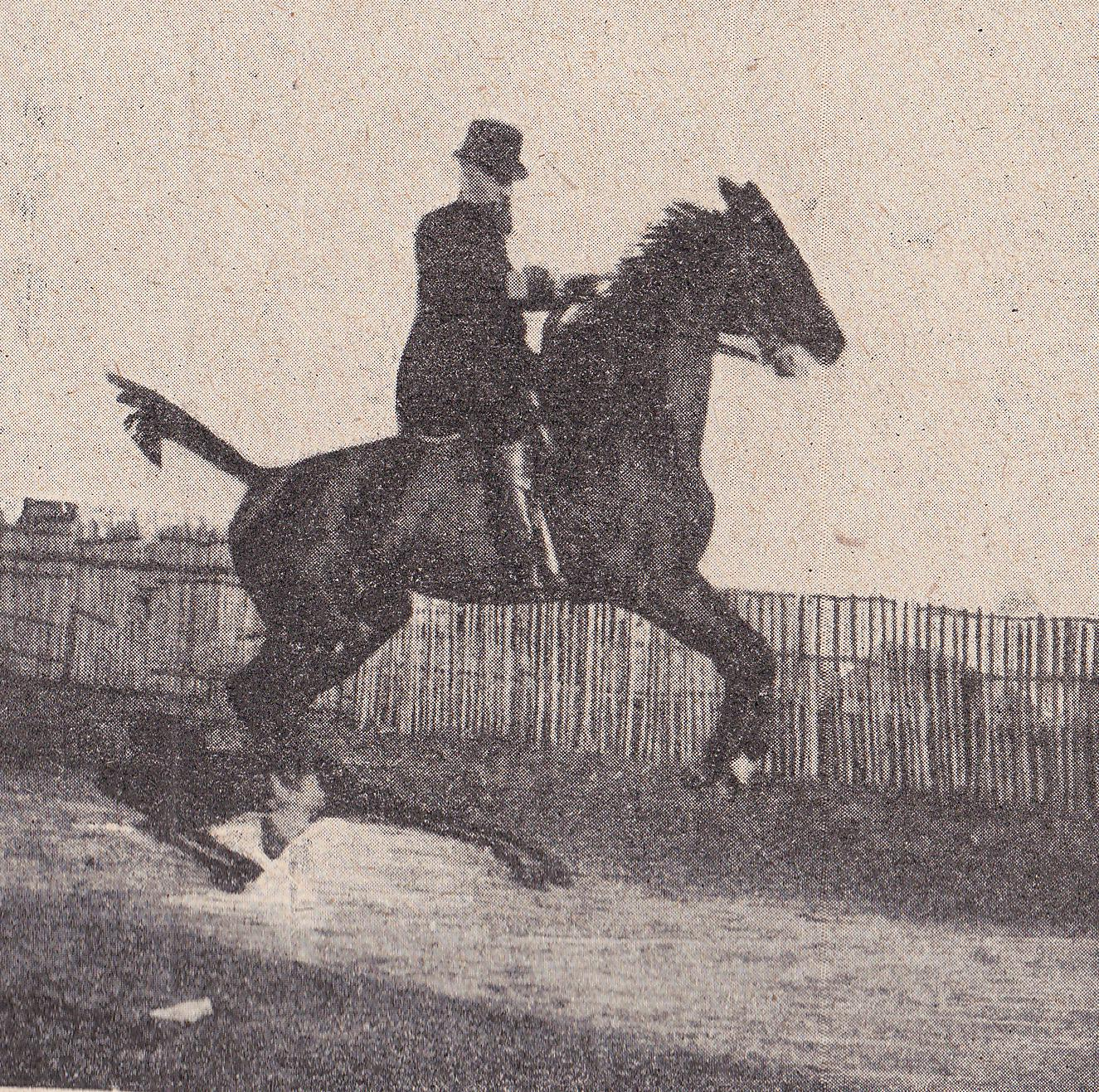
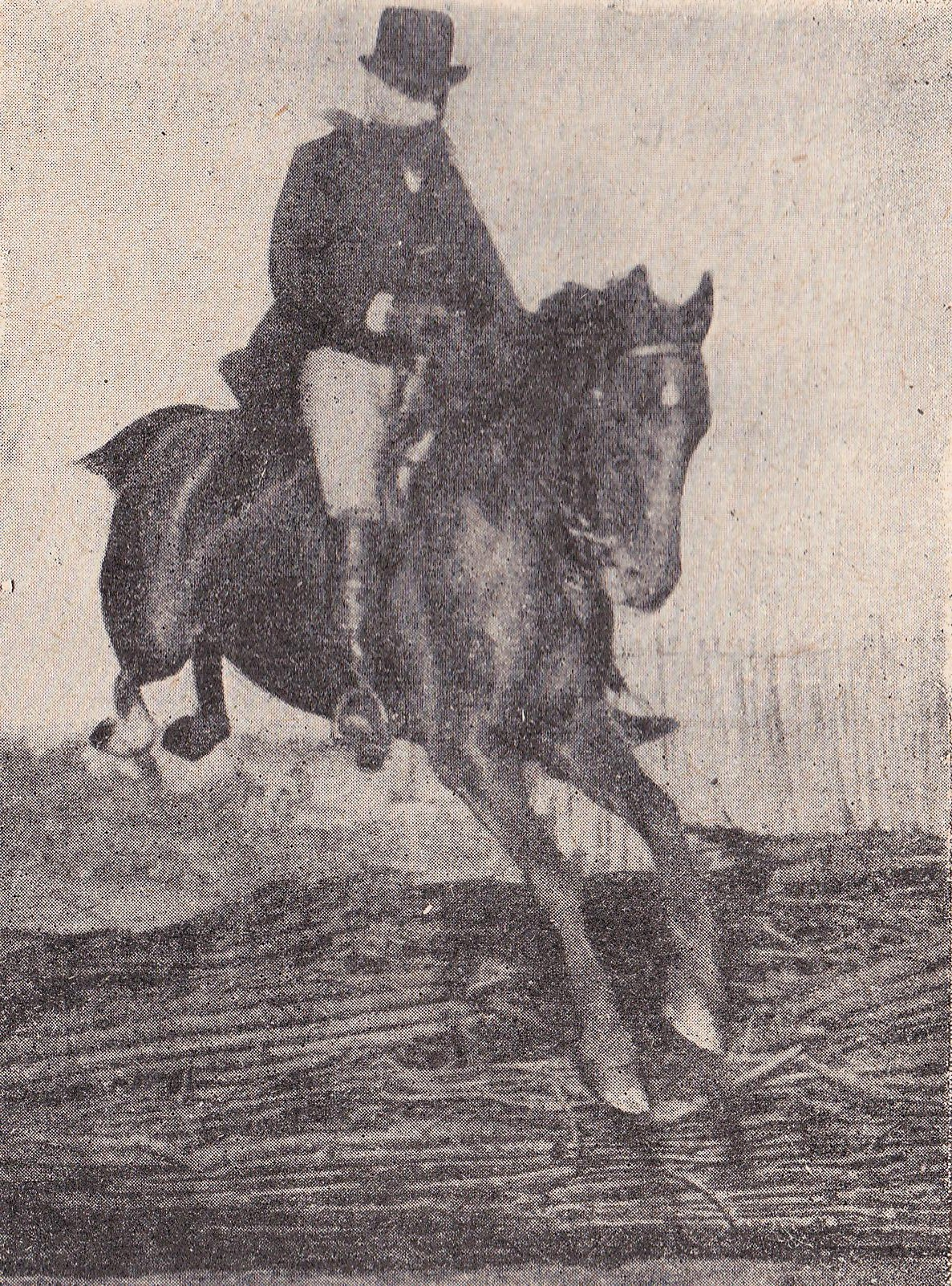